# Arapeí

Vị trí của Aramina trong bản đồ bang São Paulo

Arapeí là một đô thị ở bang São Paulo, Brasil. Thành phố này có dân số (năm 2007) là 2.527 người, diện tích là 155,707 km², mật độ dân số 18,3 người/km². Arapeí nằm ở độ cao 510 m, cách thủ phủ bang São Paulo 310 km. Arapeí nằm ở khu vực khí hậu cận nhiệt đới. Theo điều tra năm 2000, Arapeí có:
- Tổng dân số 2618 người, trong đó, dân số thành thị: 1899, nông thôn: 719 người.
- Nam giới: 1305, nữ giới: 1313 người.
- Mật độ dân số 28,54 người/km².
- Tuổi thọ bình quân: 65,57 năm.
- Tỷ lệ trẻ dưới 1 tuổi tử vong (trên 1 triệu): 28,54
- Tỷ lệ biết đọc biết viết: 85,53% dân số.
- Chỉ số phát triển con người: 0,716
- Tỷ lệ sinh (trẻ/bà mẹ): 3,49

Arapeí giáp các đô thị: Bananal, Barra Mansa, Resende và São José do Barreiro.